# Georg Maximilian Sterzinsky
Georg Maximilian Sterzinsky (Warlack, 9 febbraio 1936 – Berlino, 30 giugno 2011) è stato un cardinale e arcivescovo cattolico tedesco.

## Biografia
Nacque nella Prussia Orientale e dopo la Seconda guerra mondiale la sua famiglia dovette trasferirsi ad Erfurt, in Turingia. La madre morì quando Georg Maximilian aveva dodici anni. La famiglia, composta dal padre e da altri cinque figli, si trasferì a Bad Berka.
Dal 1954 al 1960 studiò al seminario di Erfurt e fu ordinato sacerdote il 29 giugno 1960. Fu incardinato nella diocesi di Fulda. Dal 1962 al 1964 fu prefetto e assistente al seminario regionale di Erfurt. Dal 1966 al 1981 fu parroco di San Giovanni Battista a Jena. Nel 1973 fu incardinato nella nuova amministrazione apostolica di Erfurt-Meiningen (oggi diocesi di Erfurt), di cui dal 1981 al 1989 fu vicario generale. Nel 1982 ottenne il titolo di prelato d'onore di Sua Santità.
Il 28 maggio 1989 è nominato vescovo di Berlino. Ha ricevuto la consacrazione episcopale il 9 settembre dello stesso anno dal vescovo Joachim Wanke. Fu presidente della Conferenza episcopale della Germania Est dal 7 novembre 1989 fino al suo scioglimento il 24 novembre 1990. Successivamente ebbe incarichi minori nella Conferenza episcopale tedesca.
Papa Giovanni Paolo II lo ha innalzato alla dignità cardinalizia nel concistoro del 28 giugno 1991 con il titolo di San Giuseppe all'Aurelio, di cui fu il primo titolare.
Elevata la diocesi al rango di arcidiocesi metropolitana il 27 giugno 1994, è diventato il primo arcivescovo di Berlino.
Partecipò al Conclave del 2005, che elesse papa Benedetto XVI.
Il 24 febbraio 2011, pochi giorni dopo il compimento del settantacinquesimo anno d'età, papa Benedetto XVI ha accettato la sua rinuncia all'ufficio di arcivescovo di Berlino. Nelle settimane precedenti alla rinuncia aveva subito due delicati interventi chirurgici allo stomaco.
Il 5 aprile il cardinale viene svegliato dal coma indotto nel quale era stato tenuto sin dalla fine dell'intervento a cui era stato sottoposto.
Muore il 30 giugno dello stesso anno, all'età di 75 anni, in seguito alle complicanze subentrate nel periodo post-operatorio. Dopo il funerale celebrato il 9 luglio, è stato sepolto nella cripta della cattedrale di Berlino.

## Genealogia episcopale e successione apostolica
La genealogia episcopale è:
- Cardinale Scipione Rebiba
- Cardinale Giulio Antonio Santori
- Cardinale Girolamo Bernerio, O.P.
- Arcivescovo Galeazzo Sanvitale
- Cardinale Ludovico Ludovisi
- Cardinale Luigi Caetani
- Cardinale Ulderico Carpegna
- Cardinale Paluzzo Paluzzi Altieri degli Albertoni
- Papa Benedetto XIII
- Papa Benedetto XIV
- Papa Clemente XIII
- Cardinale Bernardino Giraud
- Cardinale Alessandro Mattei
- Cardinale Pietro Francesco Galleffi
- Cardinale Giacomo Filippo Fransoni
- Cardinale Antonio Saverio De Luca
- Arcivescovo Gregor Leonhard Andreas von Scherr, O.S.B.
- Arcivescovo Friedrich von Schreiber
- Arcivescovo Franz Joseph von Stein
- Arcivescovo Joseph von Schork
- Vescovo Ferdinand von Schlör
- Arcivescovo Johann Jakob von Hauck
- Arcivescovo Joseph Otto Kolb
- Cardinale Julius August Döpfner
- Cardinale Alfred Bengsch
- Vescovo Hugo Aufderbeck
- Cardinale Joachim Meisner
- Vescovo Joachim Wanke
- Cardinale Georg Maximilian Sterzinsky

La successione apostolica è:
- Vescovo Konrad Zdarsa (2007)
- Vescovo Matthias Heinrich (2009)